# Cryptophycita deflandrella
Cryptophycita deflandrella är en fjärilsart som beskrevs av Émile Louis Ragonot 1893. Cryptophycita deflandrella ingår i släktet Cryptophycita och familjen mott. Inga underarter finns listade i Catalogue of Life.